# Saison 1997-1998 de la LHOu
Saison précédente Saison suivante
La saison 1997-1998 est la 32e saison de hockey sur glace de la Ligue de hockey de l'Ouest. Les Winter Hawks de Portland remporte la Coupe du Président en battant en finale les Wheat Kings de Brandon. Puis, Portland remporta par la suite la Coupe Memorial.

## Saison régulière

### Classement
| Division Est             | PJ | V  | D  | N  | Pts | BP  | BC  |
| ------------------------ | -- | -- | -- | -- | --- | --- | --- |
| Pats de Regina           | 72 | 46 | 21 | 5  | 97  | 334 | 250 |
| Broncos de Swift Current | 72 | 44 | 19 | 9  | 97  | 276 | 220 |
| Wheat Kings de Brandon   | 72 | 45 | 21 | 6  | 96  | 322 | 235 |
| Blades de Saskatoon      | 72 | 25 | 39 | 8  | 58  | 263 | 327 |
| Warriors de Moose Jaw    | 72 | 23 | 39 | 10 | 56  | 235 | 281 |
| Raiders de Prince Albert | 72 | 20 | 47 | 5  | 45  | 222 | 288 |

| Division Centrale        | PJ | V  | D  | N  | Pts | BP  | BC  |
| ------------------------ | -- | -- | -- | -- | --- | --- | --- |
| Hitmen de Calgary        | 72 | 40 | 28 | 4  | 84  | 265 | 232 |
| Hurricanes de Lethbridge | 72 | 32 | 29 | 11 | 75  | 261 | 237 |
| Rebels de Red Deer       | 72 | 27 | 40 | 5  | 59  | 281 | 323 |
| Ice d'Edmonton           | 72 | 17 | 49 | 6  | 40  | 242 | 328 |
| Tigers de Medicine Hat   | 72 | 16 | 50 | 6  | 38  | 188 | 340 |

| Division B.C.            | PJ | V  | D  | N | Pts | BP  | BC  |
| ------------------------ | -- | -- | -- | - | --- | --- | --- |
| Winter Hawks de Portland | 72 | 53 | 14 | 5 | 111 | 342 | 203 |
| Chiefs de Spokane        | 72 | 45 | 23 | 4 | 94  | 288 | 235 |
| Cougars de Prince George | 72 | 43 | 24 | 5 | 91  | 311 | 236 |
| Blazers de Kamloops      | 72 | 37 | 32 | 3 | 77  | 234 | 253 |
| Rockets de Kelowna       | 72 | 33 | 35 | 4 | 70  | 313 | 290 |
| Thunderbirds de Seattle  | 72 | 31 | 35 | 6 | 68  | 286 | 278 |
| Americans de Tri-City    | 72 | 17 | 49 | 6 | 40  | 264 | 371 |

### Meilleurs pointeurs
| Joueur            | Équipe        | PJ | B  | A  | Pts | Pun |
| ----------------- | ------------- | -- | -- | -- | --- | --- |
| Sergueï Varlamov  | Swift Current | 72 | 66 | 53 | 119 | 132 |
| Cory Cyrenne      | Brandon       | 72 | 47 | 71 | 118 | 28  |
| Ronald Petrovicky | Regina        | 71 | 64 | 49 | 113 | 178 |
| Shane Willis      | Lethbridge    | 64 | 58 | 54 | 112 | 73  |
| Quinn Hancock     | Prince George | 69 | 54 | 58 | 112 | 31  |
| Shawn McNeil      | Red Deer      | 72 | 47 | 62 | 109 | 69  |
| Mark Smith        | Lethbridge    | 70 | 42 | 67 | 109 | 206 |
| Todd Robinson     | Portland      | 71 | 35 | 74 | 109 | 55  |
| Jason Deleurme    | Kelowna       | 72 | 51 | 52 | 103 | 47  |
| Brad Moran        | Calgary       | 72 | 53 | 49 | 102 | 64  |

### Meilleurs gardiens
| Joueur              | Équipe            | PJ | Min.  | V  | D  | N | BC  | Bl | Arr.   | Moy  |
| ------------------- | ----------------- | -- | ----- | -- | -- | - | --- | -- | ------ | ---- |
| Brent Belecki       | Portland          | 51 | 3 052 | 35 | 10 | 5 | 131 | 2  | 91,8 % | 2,58 |
| Terry Friesen       | Swift Current     | 44 | 2 640 | 26 | 10 | 7 | 124 | 1  | 90,7 % | 2,82 |
| Scott Myers         | Prince George     | 48 | 2 823 | 29 | 13 | 4 | 139 | 2  | 90,0 % | 2,95 |
| Alexandre Fomitchev | Calgary           | 60 | 3 383 | 32 | 23 | 1 | 168 | 1  | 89,8 % | 2,98 |
| Ryan Hoople         | Lethbridge/Regina | 58 | 3 266 | 34 | 18 | 4 | 164 | 4  | 89,9 % | 3,01 |

## Séries éliminatoires
|  | Huitièmes de finale      | Huitièmes de finale      |                          |   | Quarts de finale | Quarts de finale |  |  | Demi-finales | Demi-finales |  |  | Finale | Finale |
|  | Huitièmes de finale      | Huitièmes de finale      |                          |   | Quarts de finale | Quarts de finale |  |  | Demi-finales | Demi-finales |  |  | Finale | Finale |
|  |                          |                          |                          |   |                  |                  |  |  |              |              |  |  |        |        |
|  |                          |                          |                          |   |                  |                  |  |  |              |              |  |  |        |        |
|  |                          |                          |                          |   |                  |                  |  |  |              |              |  |  |        |        |
|  | Pats de Regina           | 4                        |                          |   |                  |                  |  |  |              |              |  |  |        |        |
|  | Pats de Regina           | 4                        |                          |   |                  |                  |  |  |              |              |  |  |        |        |
|  | Warriors de Moose Jaw    | 0                        |                          |   |                  |                  |  |  |              |              |  |  |        |        |
|  | Warriors de Moose Jaw    | 0                        | Pats de Regina           | 1 |                  |                  |  |  |              |              |  |  |        |        |
|  |                          |                          | Pats de Regina           | 1 |                  |                  |  |  |              |              |  |  |        |        |
|  |                          | Wheat Kings de Brandon   | 4                        |   |                  |                  |  |  |              |              |  |  |        |        |
|  | Wheat Kings de Brandon   | Wheat Kings de Brandon   | 4                        | 4 |                  |                  |  |  |              |              |  |  |        |        |
|  | Wheat Kings de Brandon   |                          |                          | 4 |                  |                  |  |  |              |              |  |  |        |        |
|  | Hurricanes de Lethbridge | 0                        |                          |   |                  |                  |  |  |              |              |  |  |        |        |
|  | Hurricanes de Lethbridge | 0                        | Wheat Kings de Brandon   | 4 |                  |                  |  |  |              |              |  |  |        |        |
|  |                          |                          | Wheat Kings de Brandon   | 4 |                  |                  |  |  |              |              |  |  |        |        |
|  |                          | Hitmen de Calgary        | 1                        |   |                  |                  |  |  |              |              |  |  |        |        |
|  | Broncos de Swift Current | Hitmen de Calgary        | 1                        | 4 |                  |                  |  |  |              |              |  |  |        |        |
|  | Broncos de Swift Current |                          |                          | 4 |                  |                  |  |  |              |              |  |  |        |        |
|  | Rebels de Red Deer       | 1                        |                          |   |                  |                  |  |  |              |              |  |  |        |        |
|  | Rebels de Red Deer       | 1                        | Broncos de Swift Current | 3 |                  |                  |  |  |              |              |  |  |        |        |
|  |                          |                          | Broncos de Swift Current | 3 |                  |                  |  |  |              |              |  |  |        |        |
|  |                          | Hitmen de Calgary        | 4                        |   |                  |                  |  |  |              |              |  |  |        |        |
|  | Hitmen de Calgary        | Hitmen de Calgary        | 4                        | 4 |                  |                  |  |  |              |              |  |  |        |        |
|  | Hitmen de Calgary        |                          |                          | 4 |                  |                  |  |  |              |              |  |  |        |        |
|  | Blades de Saskatoon      | 2                        |                          |   |                  |                  |  |  |              |              |  |  |        |        |
|  | Blades de Saskatoon      | 2                        | Wheat Kings de Brandon   | 0 |                  |                  |  |  |              |              |  |  |        |        |
|  |                          |                          | Wheat Kings de Brandon   | 0 |                  |                  |  |  |              |              |  |  |        |        |
|  |                          | Winter Hawks de Portland | 4                        |   |                  |                  |  |  |              |              |  |  |        |        |
|  | Winter Hawks de Portland | Winter Hawks de Portland | 4                        | 4 |                  |                  |  |  |              |              |  |  |        |        |
|  | Winter Hawks de Portland |                          |                          | 4 |                  |                  |  |  |              |              |  |  |        |        |
|  | Thunderbirds de Seattle  | 1                        |                          |   |                  |                  |  |  |              |              |  |  |        |        |
|  | Thunderbirds de Seattle  | 1                        | Winter Hawks de Portland |   |                  |                  |  |  |              |              |  |  |        |        |
|  |                          |                          |                          |   |                  |                  |  |  |              |              |  |  |        |        |
|  |                          | Laissé-passé             |                          |   |                  |                  |  |  |              |              |  |  |        |        |
|  |                          |                          |                          |   |                  |                  |  |  |              |              |  |  |        |        |
|  |                          |                          |                          |   |                  |                  |  |  |              |              |  |  |        |        |
|  |                          |                          |                          |   |                  |                  |  |  |              |              |  |  |        |        |
|  | Winter Hawks de Portland | 4                        |                          |   |                  |                  |  |  |              |              |  |  |        |        |
|  | Winter Hawks de Portland | 4                        |                          |   |                  |                  |  |  |              |              |  |  |        |        |
|  |                          | Chiefs de Spokane        | 3                        |   |                  |                  |  |  |              |              |  |  |        |        |
|  | Chiefs de Spokane        | Chiefs de Spokane        | 3                        | 4 |                  |                  |  |  |              |              |  |  |        |        |
|  | Chiefs de Spokane        |                          |                          | 4 |                  |                  |  |  |              |              |  |  |        |        |
|  | Rockets de Kelowna       | 3                        |                          |   |                  |                  |  |  |              |              |  |  |        |        |
|  | Rockets de Kelowna       | 3                        | Chiefs de Spokane        | 3 |                  |                  |  |  |              |              |  |  |        |        |
|  |                          |                          | Chiefs de Spokane        | 3 |                  |                  |  |  |              |              |  |  |        |        |
|  |                          | Cougars de Prince George | 1                        |   |                  |                  |  |  |              |              |  |  |        |        |
|  | Cougars de Prince George | Cougars de Prince George | 1                        | 4 |                  |                  |  |  |              |              |  |  |        |        |
|  | Cougars de Prince George |                          |                          | 4 |                  |                  |  |  |              |              |  |  |        |        |
|  | Blazers de Kamloops      | 3                        |                          |   |                  |                  |  |  |              |              |  |  |        |        |
|  | Blazers de Kamloops      | 3                        |                          |   |                  |                  |  |  |              |              |  |  |        |        |

## Honneurs et trophées
- Trophée Scotty-Munro, remis au champion de la saison régulière : Rebels de Red Deer.
- Trophée commémoratif des quatre Broncos, remis au meilleur joueur : Sergueï Varlamov, Broncos de Swift Current.
- Trophée Daryl-K.-(Doc)-Seaman, remis au meilleur joueur étudiant : Kyle Rossiter, Chiefs de Spokane.
- Trophée Bob-Clarke, remis au meilleur pointeur : Sergueï Varlamov, Broncos de Swift Current.
- Trophée Brad-Hornung, remis au joueur ayant le meilleur esprit sportif : Cory Cyrenne, Wheat Kings de Brandon.
- Trophée commémoratif Bill-Hunter, remis au meilleur défenseur : Michal Rozsíval, Broncos de Swift Current.
- Trophée Jim-Piggott, remis à la meilleure recrue : Marián Hossa, Winter Hawks de Portland.
- Trophée Del-Wilson, remis au meilleur gardien : Brent Belecki, Winter Hawks de Portland.
- Trophée Dunc-McCallum, remis au meilleur entraîneur : Dean Clark, Hitmen de Calgary.
- Trophée Lloyd-Saunders, remis au membre exécutif de l'année : Ken Hodge, Winter Hawks de Portland.
- Trophée Allen-Paradice, remis au meilleur arbitre : Brad Meier.
- Trophée St. Clair Group, remis au meilleur membre des relations publique : Dane MacKinnon, Cougars de Prince George.
- Trophée humanitaire de l'année, remis au joueur ayant démontré la meilleure implication auprès de sa communauté : Jesse Wallin, Rebels de Red Deer.
- Trophée plus-moins de la WHL, remis au joueur ayant le meilleur ratio +/- : Andrew Ference, Winter Hawks de Portland.
- Trophée airBC, remis au meilleur joueur en série éliminatoire : Brent Belecki, Winter Hawks de Portland.